# Haemaphysalis bremneri
Haemaphysalis bremneri este o specie de căpușe din genul Haemaphysalis, familia Ixodidae, descrisă de Roberts în anul 1953. Conform Catalogue of Life specia Haemaphysalis bremneri nu are subspecii cunoscute.